# Erich Topp
Erich Topp (2 juillet 1914 – 26 décembre 2005) est un commandant d'U-Boot pendant la Seconde Guerre mondiale. Il fait partie des commandants de sous-marins allemands ayant obtenu le plus de succès pendant la Seconde Guerre mondiale.

## Biographie
Il commence sa carrière dans la Kriegsmarine en 1934. Il sert pendant six mois sur le croiseur léger Karlsruhe.
Il rejoint les forces sous-marines en octobre 1937 et sert à bord de l'U-46. Après avoir effectué quatre patrouilles avec l' U-46, il prend le commandement de l'U-57 avec lequel il coule six navires.
Le 3 septembre 1940, l'U-57 coule après une collision avec le navire norvégien SS Rona. L'accident fait six morts. Le sous-marin sera rapidement renfloué.
Le 4 décembre 1940, il prend le commandement de l'U-552, avec lequel il effectue au total dix patrouilles jusqu'au 8 septembre 1942. 
En septembre 1942, il devient commandant de la 27. Unterseebootsflottille.

## Décorations
- Insigne de combat des U-Boote (7 novembre 1939)[1]
  - avec diamants (11 April 1942)[1]
- Dague d'honneur de la Kriegsmarine avec diamants (17 août 1942)[1]
- Croix du Mérite de guerre
  - 2e classe avec glaives (30 janvier 1944)[1]
  - 1re classe avec glaives (1944)[1]
- Croix de fer (1939)
  - 2e classe (1er janvier 1940)[1]
  - 1re classe (1er septembre 1940)[1]
- Croix de chevalier de la croix de fer avec feuilles de chêne et glaives
  - Croix de chevalier le 20 juin 1941 en tant que Oberleutnant zur See et commandant du U-552[2]
  - 87e feuilles de chêne le 11 avril 1942 en tant que Kapitänleutnant et commandant du U-552[2]
  - 17e glaives le 17 août 1942 en tant que Kapitänleutnant et commandant du U-552[2]
- Mentionné par 3 fois dans le bulletin radiophonique des Armées: le Wehrmachtbericht (3 juillet 1941, 11 avril 1942, 18 juin 1942)
- Ordre du Mérite de la République fédérale d'Allemagne (19 septembre 1969)[3]